# Go, Dog. Go! (televisieserie)
Go, Dog. Go! is een animatieserie voor kinderen, gebaseerd op het gelijknamige kinderboek uit 1961 van P.D. Eastman. De serie werd voor Netflix ontwikkeld door Adam Peltzman .
De serie, gecoproduceerd door DreamWorks Animation Television en WildBrain Studios, ging in première op 26 januari 2021 Op 7 december 2021 werd een tweede seizoen uitgebracht Vervolgens werd een derde seizoen uitgebracht in september 2022. Een vierde seizoen volgde op 27 november 2023.
De soundtrack van de serie werd gecomponeerd door Paul Buckley.

## Verhaal
De serie draait om de levensstijl van twee jonge honden, Tag Barker en Scooch Pooch, in hun hondenstadje Pawston.